# Abenaki (volk)

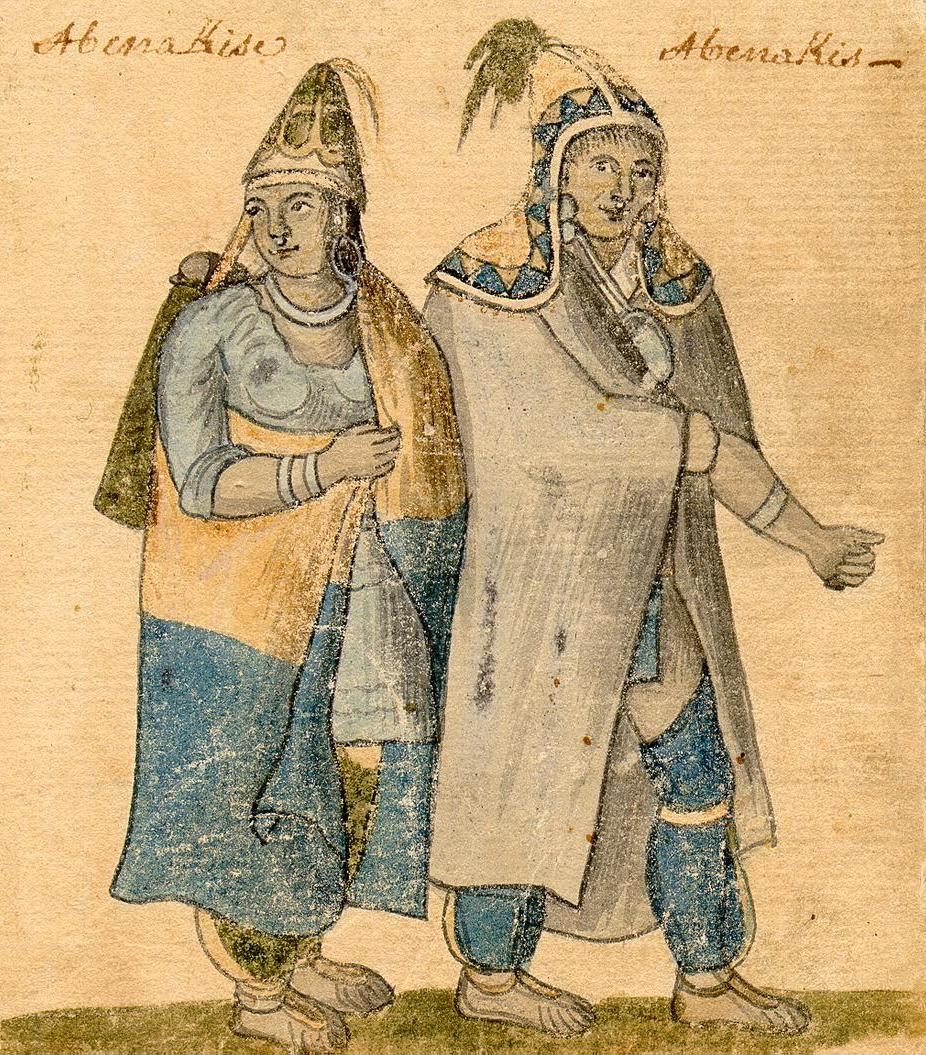
Abenaki echtpaar (18de eeuw)

De Abenaki, die zich ook Abnaki, Wabanuok (Oosterlingen) Alnôbak (Echte Mensen) of Alnanbal (mensen) noemen) zijn een Noord-Amerikaanse inheemse natie die Abenaki spreekt, een taal die behoort tot de Algonkische taalfamilie. De natie bestaat uit twee subnaties; de Westelijke Abenaki en de Oostelijke Abenaki. Beide groepen maken deel uit van de Wabanaki-confederatie.
De term Abanaki betekent letterlijk: "Mensen van het Land van de Dageraad". De Abenaki wonen in het gebied wat tegenwoordig New England heet en in Quebec in Canada.

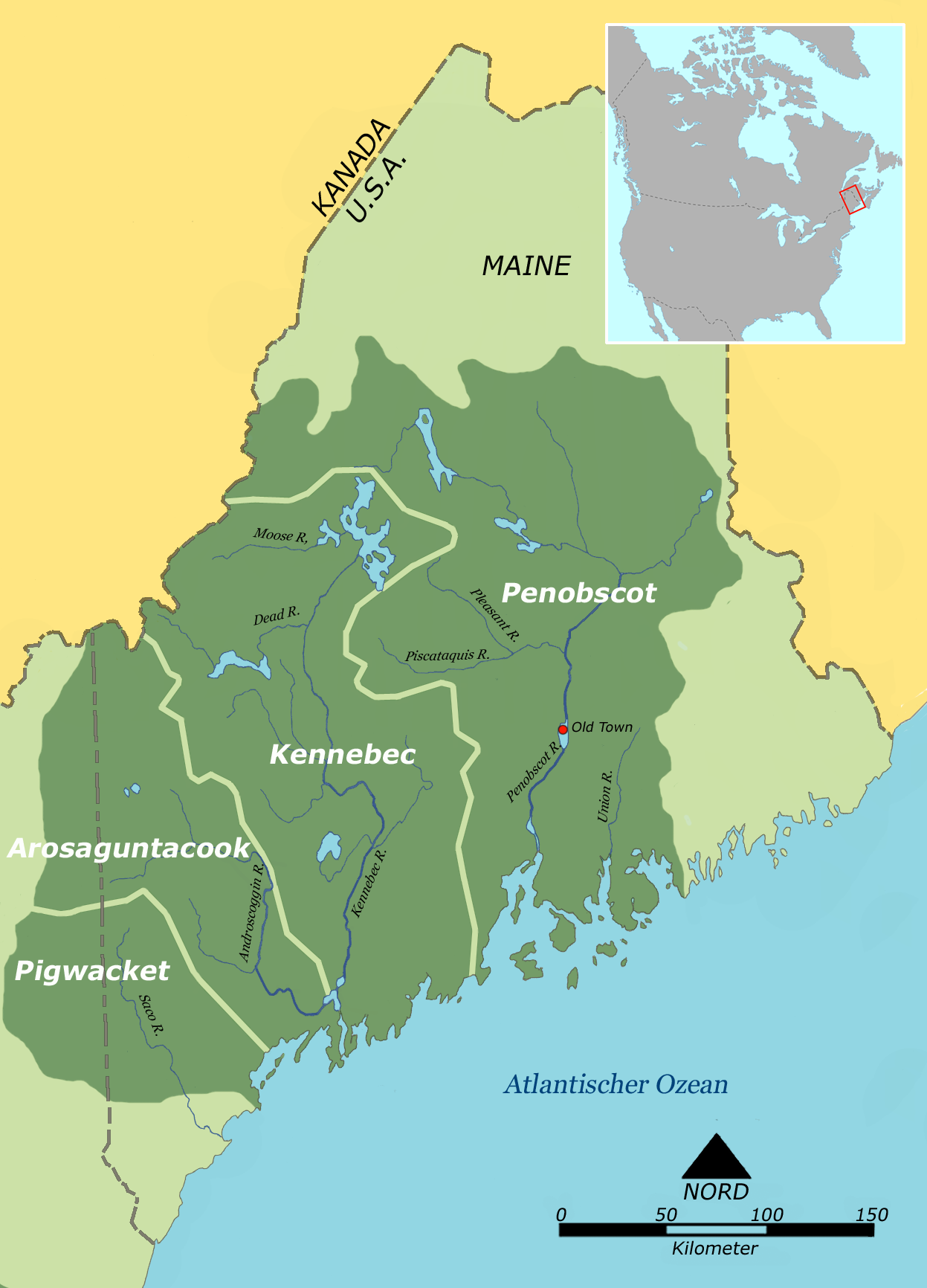
Woongebied van de Oostelijke Abenaki
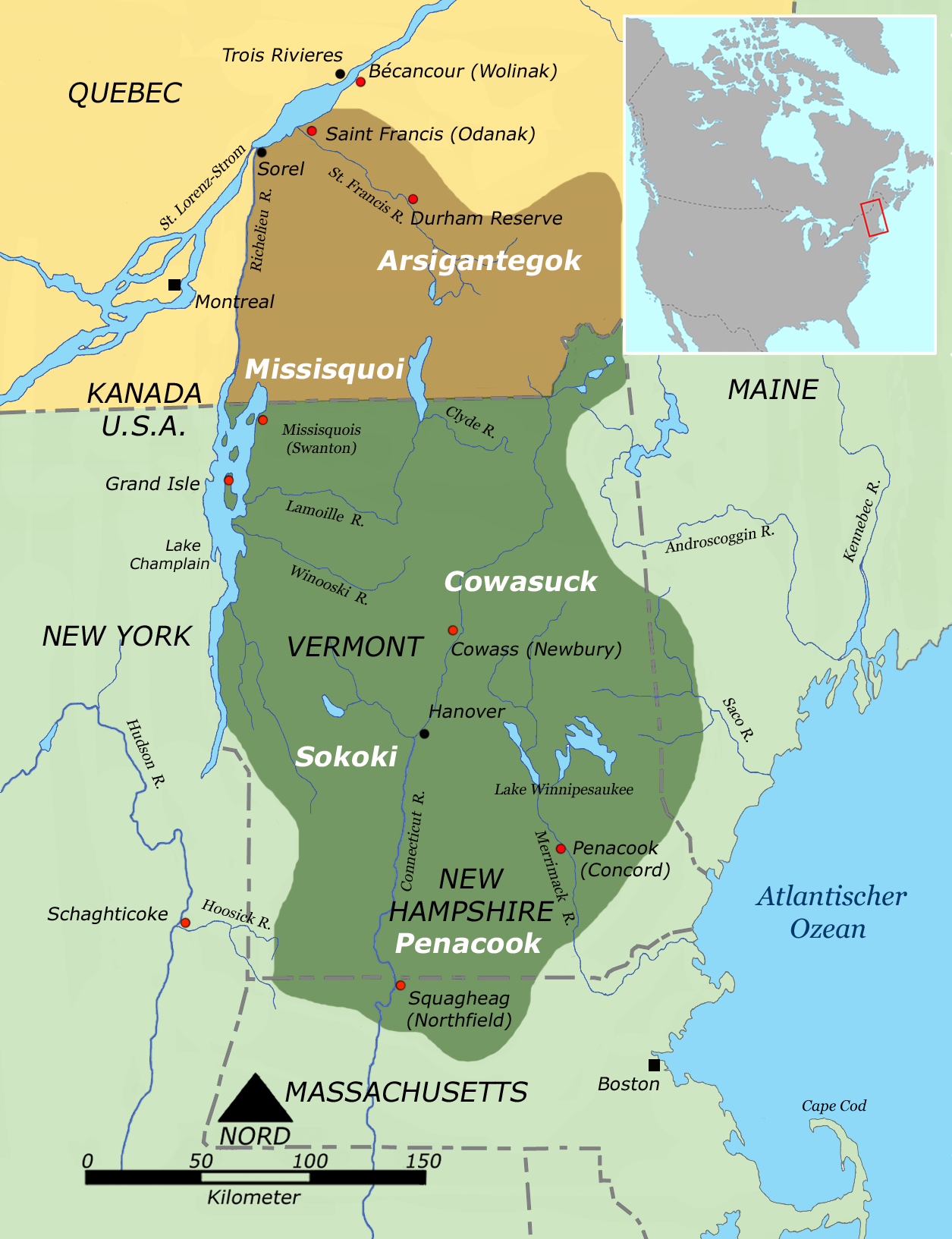
Woongebied van de Westelijke Abenaki